# Golden Trail World Series 2023
La Golden Trail World Series 2023 è la sesta edizione della Golden Trail World Series, competizione annuale di trail running e skyrunning organizzata dalla Salomon.

## Regolamento
La finale della World Series si disputerà con una gara composta da un prologo e una gara principale, con gare separate per uomini e donne. Possono partecipare alla finale nella categoria Elite gli atleti che al termine delle sei gare precedenti (le gare regolari) sono nei primi 30 posti della classifica generale. La classifica finale tiene conto dei tre migliori risultati delle gare regolari più i punti del prologo e della gara finale.
| Posizione                         | 1º  | 2º  | 3º  | 4º  | 5º  | 6º  | 7º  | 8º  | 9º  | 10º | 11º | 12º | 13º | 14º | 15º | 16º | 17º | 18º | 19º | 20º | 21º | 22º | 23º | 24º | 25º | 26º | 27º | 28º | 29º | 30º |
| --------------------------------- | --- | --- | --- | --- | --- | --- | --- | --- | --- | --- | --- | --- | --- | --- | --- | --- | --- | --- | --- | --- | --- | --- | --- | --- | --- | --- | --- | --- | --- | --- |
| Punti per le gare regolari        | 200 | 176 | 156 | 144 | 136 | 130 | 124 | 118 | 112 | 106 | 100 | 94  | 88  | 82  | 76  | 70  | 64  | 58  | 52  | 46  | 40  | 36  | 32  | 28  | 24  | 20  | 16  | 12  | 8   | 4   |
| Punti per il prologo della finale | 100 | 88  | 78  | 72  | 68  | 65  | 62  | 59  | 56  | 53  | 50  | 47  | 44  | 41  | 38  | 35  | 32  | 29  | 26  | 23  | 20  | 18  | 16  | 14  | 12  | 10  | 8   | 6   | 4   | 2   |
| Punti per la finale               | 300 | 282 | 264 | 249 | 234 | 225 | 216 | 210 | 204 | 199 | 195 | 190 | 186 | 181 | 177 | 172 | 168 | 163 | 159 | 154 | 150 | 145 | 141 | 136 | 132 | 127 | 123 | 118 | 114 | 109 |

## Programma
| Nome gara                      | Distanza | Dislivello          | Nazione     | Data               | Tipologia     |
| ------------------------------ | -------- | ------------------- | ----------- | ------------------ | ------------- |
| Zegama-Aizkorri                | 42,2 km  | +/- 2736 m          | Spagna      | 14 maggio 2023     | gara regolare |
| Marathon du Mont-Blanc         | 42 km    | +/- 2450 m          | Francia     | 25 giugno 2023     | gara regolare |
| DoloMyths Run                  | 22 km    | +/- 1750 m          | Italia      | 15 luglio 2023     | gara regolare |
| Sierre-Zinal                   | 31 km    | + 2200 m / - 1100 m | Svizzera    | 12 agosto 2023     | gara regolare |
| Ascension de Pikes Peak        | 21,4 km  | + 2382 m            | Stati Uniti | 16 settembre 2023  | gara regolare |
| Mammoth 26K                    | 26 km    | +/- 1400 m          | Stati Uniti | 23 settembre 2023  | gara regolare |
| Il Golfo Dell'Isola Trail Race | 24 km    | +/- 1200 m          | Italia      | 19-22 ottobre 2023 | finale        |

## Risultati

### Uomini
Prologo della finale, 100 punti al vincitore
     Gara regolare, 200 punti al vincitore
     Finale, 300 punti al vincitore
| Gara                                     | Vincitore       | 2º classificato     | 3º classificato |
| ---------------------------------------- | --------------- | ------------------- | --------------- |
| Zegama-Aizkorri                          | Manuel Merillas | Elhousine Elazzaoui | Jonathan Albon  |
| Marathon du Mont-Blanc                   | Rémi Bonnet     | Eli Hemming         | Petter Engdahl  |
| DoloMyths Run                            |                 |                     |                 |
| Sierre-Zinal                             |                 |                     |                 |
| Ascension de Pikes Peak                  |                 |                     |                 |
| Mammoth 26K                              |                 |                     |                 |
| Il Golfo Dell'Isola Trail Race - Prologo |                 |                     |                 |
| Il Golfo Dell'Isola Trail Race - Finale  |                 |                     |                 |

### Donne
Prologo della finale, 100 punti alla vincitrice
     Gara regolare, 200 punti alla vincitrice
     Finale, 300 punti alla vincitrice
| Gara                                     | Vincitrice    | 2ª classificata | 3ª classificata          |
| ---------------------------------------- | ------------- | --------------- | ------------------------ |
| Zegama-Aizkorri                          | Daniela Oemus | Caitlin Fielder | Theres Leboeuf           |
| Marathon du Mont-Blanc                   | Sophia Laukli | Miao Yao        | Oihana Kortazar Aranzeta |
| DoloMyths Run                            |               |                 |                          |
| Sierre-Zinal                             |               |                 |                          |
| Ascension de Pikes Peak                  |               |                 |                          |
| Mammoth 26K                              |               |                 |                          |
| Il Golfo Dell'Isola Trail Race - Prologo |               |                 |                          |
| Il Golfo Dell'Isola Trail Race - Finale  |               |                 |                          |

## Classifiche

### Uomini
| Pos. | Atleta                | Spagna (bandiera) | Francia (bandiera) | Italia (bandiera) | Svizzera (bandiera) | Stati Uniti (bandiera) | Stati Uniti (bandiera) | Italia (bandiera) | Italia (bandiera) | Totale |
| ---- | --------------------- | ----------------- | ------------------ | ----------------- | ------------------- | ---------------------- | ---------------------- | ----------------- | ----------------- | ------ |
| 1    | Segnaposto (bandiera) |                   |                    |                   |                     |                        |                        |                   |                   |        |
| 2    | Segnaposto (bandiera) |                   |                    |                   |                     |                        |                        |                   |                   |        |
| 3    | Segnaposto (bandiera) |                   |                    |                   |                     |                        |                        |                   |                   |        |
| 4    | Segnaposto (bandiera) |                   |                    |                   |                     |                        |                        |                   |                   |        |
| 5    | Segnaposto (bandiera) |                   |                    |                   |                     |                        |                        |                   |                   |        |
| 6    | Segnaposto (bandiera) |                   |                    |                   |                     |                        |                        |                   |                   |        |
| 7    | Segnaposto (bandiera) |                   |                    |                   |                     |                        |                        |                   |                   |        |
| 8    | Segnaposto (bandiera) |                   |                    |                   |                     |                        |                        |                   |                   |        |
| 9    | Segnaposto (bandiera) |                   |                    |                   |                     |                        |                        |                   |                   |        |
| 10   | Segnaposto (bandiera) |                   |                    |                   |                     |                        |                        |                   |                   |        |

### Donne
| Pos. | Atleta                | Spagna (bandiera) | Francia (bandiera) | Italia (bandiera) | Svizzera (bandiera) | Stati Uniti (bandiera) | Stati Uniti (bandiera) | Italia (bandiera) | Italia (bandiera) | Totale |
| ---- | --------------------- | ----------------- | ------------------ | ----------------- | ------------------- | ---------------------- | ---------------------- | ----------------- | ----------------- | ------ |
| 1    | Segnaposto (bandiera) |                   |                    |                   |                     |                        |                        |                   |                   |        |
| 2    | Segnaposto (bandiera) |                   |                    |                   |                     |                        |                        |                   |                   |        |
| 3    | Segnaposto (bandiera) |                   |                    |                   |                     |                        |                        |                   |                   |        |
| 4    | Segnaposto (bandiera) |                   |                    |                   |                     |                        |                        |                   |                   |        |
| 5    | Segnaposto (bandiera) |                   |                    |                   |                     |                        |                        |                   |                   |        |
| 6    | Segnaposto (bandiera) |                   |                    |                   |                     |                        |                        |                   |                   |        |
| 7    | Segnaposto (bandiera) |                   |                    |                   |                     |                        |                        |                   |                   |        |
| 8    | Segnaposto (bandiera) |                   |                    |                   |                     |                        |                        |                   |                   |        |
| 9    | Segnaposto (bandiera) |                   |                    |                   |                     |                        |                        |                   |                   |        |
| 10   | Segnaposto (bandiera) |                   |                    |                   |                     |                        |                        |                   |                   |        |